# Lê Trạc Tú
Lê Trạc Tú (chữ Hán: 黎擢秀) (1533 hoặc 1534-1609) là một tể tướng và thượng thư thời Lê trung hưng.

## Thân thế
Ông tên Lê Trạc Tú, người làng Thượng Cốc, huyện Lôi Dương, nay là vùng Cốc, huyện Triệu Sơn, Thanh Hóa, thuộc dòng dõi thế phiệt.

## Sự nghiệp
Ông đỗ tiến sĩ Chế khoa khoa Đinh Sửu niên hiệu Gia Thái thứ 5 năm 1577 vào hàng nhất giáp lúc 44 tuổi. Khi ra làm quan ông được Trịnh Kiểm để ý, lên đến chức đô ngự sử, tước Văn Trinh tử, đến năm 1599 được gia tước bá.
Năm Thận Đức (1600-1601) vua Lê Kính Tông về Tây kinh do có Phan Ngạn và Bùi Văn Khuê làm loạn, Lê Trạc Tú theo hộ giá và hiến kế, sau được phong Hiệp mưu tá lý công thần, thăng thượng thư bộ Lại, tước Văn Dương hầu do có công. Khi là tể tướng, ông hay cất nhắc, tiến cử người tài, giữ quyền đến mười năm, khi không còn làm tướng trong nhà không có của dư.
Khi mất ông được tặng Thiếu bảo, gia phong phúc thần và tước quận công.

## Gia đình
Theo Lịch triều hiến chương loại chí, ông có ông nội là Lê Tán Thiện, chú là Tán Tương đã cùng đỗ tiến sĩ năm 1499 khoa Kỷ Mùi niên hiệu Cảnh Thống, làm đến chức thượng thư.

## Nhận định
Theo Phan Huy Chú, người đương thời ai cũng khen "tiết tháo" của ông. Phan Huy Chú trong Lịch triều hiến chương loại chí có nhận định về ông:
| “ | Khi làm tể tướng, ông […] mấy lần can ngăn ngay trước mặt vua, khí khái chững chạc, ngay thẳng trong sạch, không cầu tài lợi. | ” |